# Barraca de Cal Benc
La barraca de Cal Benc, o barraca E-03, o barraca La-03, és una barraca de vinya situada al municipi de Subirats (Alt Penedès), al marge esquerre d'un camí al nord de Can Ravella (Ordal).
És una construcció aixecada en pedra seca situada sobre un desnivell que forma part del marge natural d'un camí. La planta és circular i la forma troncocònica, de 2,45 m de diàmetre a la base i una alçada màxima de 2,18 m. No presenta cap fornícula a l'interior. La construcció és de la tipologia de sostre de falsa volta, típic en aquestes edificacions (acostament de filades de pedra seca, sense cap mena de material d'unió, i amb una gran llosa per tapar el sostre). El llindar de la porta està fet, als laterals, amb les mateixes pedres irregulars que conformen la paret de la barraca, tot i que de dimensions més grans i amb una forma tendent a rectangular. Com a llindar superior hi ha una gran llosa. El portal està orientat al sud, té una alçada de 125 cm, una amplada de 60 cm i un gruix de 75 cm. El sostre està cobert de pedruscall i de terra, utilitzada per a reforçar les pedres de la cúpula.
Els codis utilitzats en la denominació d'aquesta barraca procedeixen de dos estudis diferents que han intentat sistematitzar la informació sobre aquests elements arquitectònics al terme de Subirats. El primer codi (lletra + número) procedeix d'un estudi realitzat per Araceli Soler i Jaume Rovira. El segon codi (dues lletres + número) correspon a l'estudi realitzat per Crestabocs, Grup de Muntanya d'Ordal. El nom de barraca de Cal Benc és com se la coneix popularment.